# 富锋街道
富锋街道，是中华人民共和国吉林省长春市朝阳区下辖的一个乡镇级行政单位。2020年7月，调整富锋街道，辖区范围东至双德乡、硅谷街道，南与永新镇接壤，西邻公主岭市范家屯镇，北接西新乡，辖清华园1个社区和范家、宋家、迎新、双山、盛家5个村。

## 行政区划
富锋街道下辖以下地区：
范家村、向阳村、前程村、富锋村、双山村、宋家村、迎新村和盛家村。

## 交通
京哈铁路：大屯站